# Canário
Darcy Silveira dos Santos, meglio noto con lo pseudonimo Canário (Rio de Janeiro, 24 maggio 1936), è un ex calciatore brasiliano, di ruolo attaccante.

## Caratteristiche tecniche
Canário era un brasiliano atipico: non giocava in modo raffinato ma era molto forte fisicamente e il suo stile era europeo.

## Carriera
Canário iniziò a giocare a Rio de Janeiro, la sua città natale. La sua prima squadra fu l'Olaria Atlético Clube e dal 1954 al 1959 militò nell'America Football Club.
Nel 1956 giocò 7 partite e segnò 2 gol con la Nazionale brasiliana.
Nel 1959 si trasferì in Spagna per giocare nel Real Madrid.
Nella sua prima stagione a Madrid contribuì alla vittoria della quinta Coppa dei Campioni consecutiva del Real Madrid.
Scese in campo anche nella finale, il 18 maggio 1960 a Glasgow, schierato da Miguel Muñoz in un formidabile attacco insieme a Luis del Sol, Alfredo Di Stéfano, Ferenc Puskás e Francisco Gento. Il Real Madrid vinse per 7-3 la finale con più reti della storia della Coppa dei Campioni.
Nella stagione 1960-1961 i blancos si aggiudicarono per la prima volta la Coppa Intercontinentale pareggiando 0-0 a Montevideo contro il Club Atlético Peñarol e vincendo 5-1 a Madrid nella partita di ritorno. Il brasiliano giocò solo nella partita giocata in Uruguay. In campionato arrivarono al primo posto, con 12 punti di vantaggio sui rivali dell'Atlético Madrid.
Nella stagione successiva realizzarono il doblete vincendo il campionato e la Coppa del Re.
Nella stagione 1962-1963 Canário giocò nel Siviglia. La squadra andalusa concluse il campionato all'undicesimo posto e l'attaccante brasiliano collezionò 30 presenze e 5 gol.
Nel 1963 si trasferì al Real Saragozza. Sotto la guida di Antoni Ramallets gli aragonesi vinsero la Coppa delle Fiere e la Coppa del Re.
In campionato arrivarono al quarto posto e Canário segnò 6 gol in 25 partite.
Insieme a Duca, Marcelino, Villa e Lapetra, Canário formava la linea offensiva soprannominata Los cincos magníficos.
Nella stagione successiva, sotto la guida dell'argentino, non il Real Saragozza non vinse alcun titolo, arrivando al terzo posto in campionato. Canário realizzò 12 reti in 28 partite, stabilendo il suo record di gol durante l'esperienza in Spagna e concludendo la stagione come capocannoniere della squadra.
Nella stagione 1965-1966 contribuì alla vittoria della Coppa del Re. In campionato giocò 29 partite e segnò 11 gol, diventando il secondo marcatore stagionale della squadra aragonese dopo Marcelino.
Al termine della stagione 1967-1968, in cui segnò 2 gol in 16 partite, passò al Maiorca. Restò nelle Isole Baleari per una sola stagione, contribuendo al raggiungimento del terzo posto in Segunda División e alla conseguente promozione in massima serie, dove i balearici mancavano da tre stagioni.
Si ritirò nel 1969.

## Palmarès

### Club

#### Competizioni nazionali
- Campionato spagnolo: 2

Real Madrid: 1960-1961, 1961-1962
- Coppa di Spagna: 3

Real Madrid: 1961-62
Real Zaragoza: 1963-64, 1965-66

#### Competizioni internazionali
- Coppa dei Campioni: 1

Real Madrid: 1959-1960
- Coppa Intercontinentale: 1

Real Madrid: 1960
- Coppa delle Fiere: 1

Real Zaragoza: 1963-1964